# Międzynarodowy Kongres Anarchistyczny w Amsterdamie

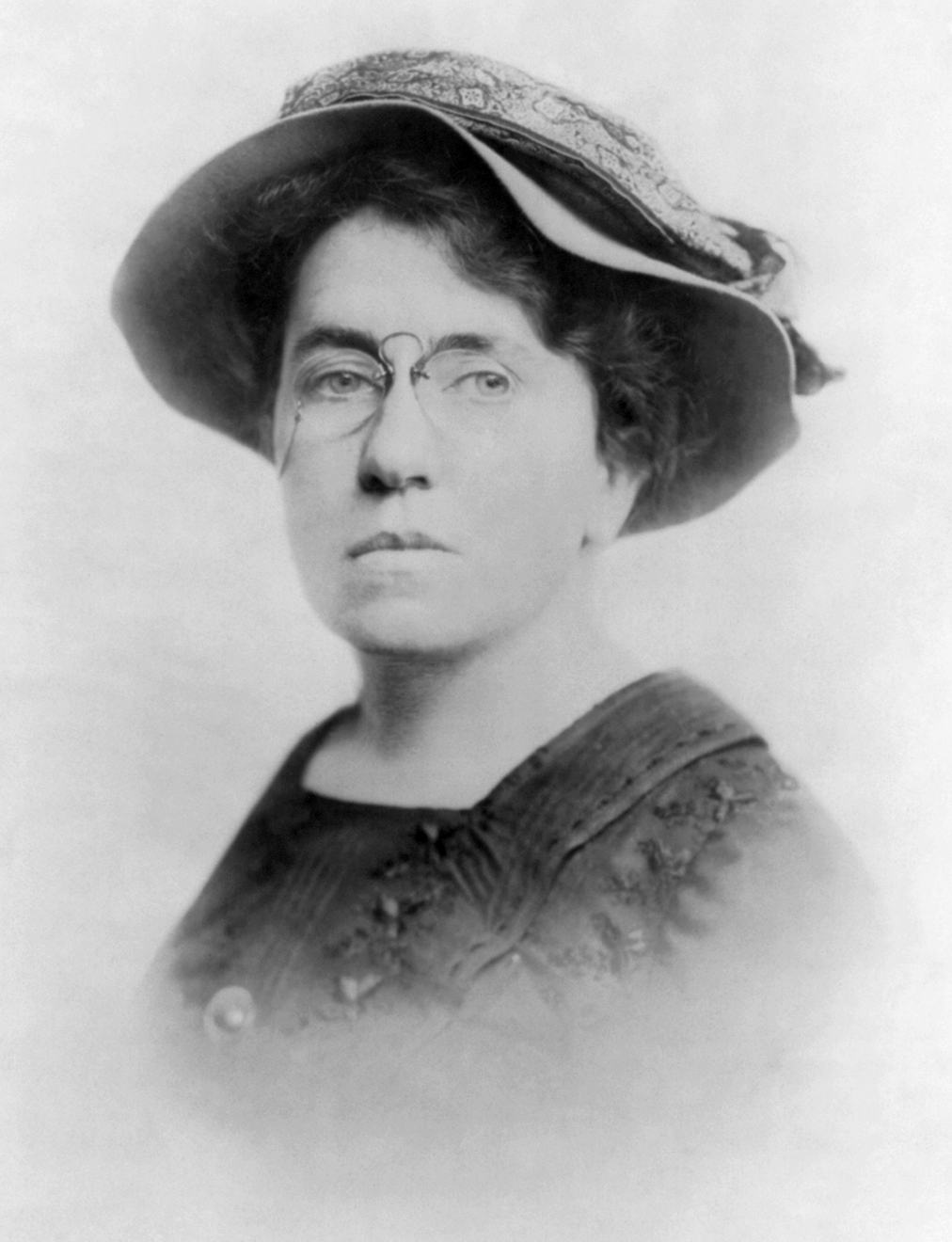
Emma Goldman

Międzynarodowy Kongres Anarchistyczny w Amsterdamie miał miejsce od 24 do 31 sierpnia 1907. Przybyli na niego delegaci z 14 różnych krajów, w tym ważne postacie ruchu anarchistycznego, jak  Errico Malatesta, Luigi Fabbri, Benoît Broutchoux, Pierre Monatte, Amédée Dunois, Emma Goldman, Rudolf Rocker, i Christian Cornélissen.

## Organizacja Kongresu
Inicjatywa zorganizowania Kongresu wyszła od belgijskich i holenderskich anarchistów. Podczas gdy Holendrzy zajęli się organizacją imprezy, Belgowie zaczęli publikacji  Bulletin of the Libertarian Internationale, którego głównym redaktorem został Henri Fuss. Od grudnia 1906 do stycznia 1907 wprowadzili notatki w siedmiu językach wzywającą do międzynarodowego spotkania. Poparcie projektu zostało zadeklarowane przez federacje anarchistyczne z Holandii, Belgii, Niemiec, Czech, Londynu(anarchiści mówiąc jidysz) - nie została zaaprobowana przez francuskich anarchistów. 
Ruch anarchistyczny we Francji był podzielony na tych, którzy odrzucili idee organizacji, i dlatego sprzeciwiali się samej idei organizacji międzynarodowej, i tych, którzy całą swoją nadzieję pokładali w związkach zawodowych, i tym samym "byli zajęci gdzie indziej". Jedynie 8 francuskich anarchistów wsparło Kongresu, w tym Benoît Broutchoux, Pierre Monatte i René de Marmande.

## Debata pomiędzy Errico Malatesta i Pierre Monatte
Malatesta i Monatte w szczególności nie zgodzili się w kwestii organizacji. Przestrzegania zasad Karty Amiens z 1906 r., która ogłosiła neutralność światopoglądową związków zawodowych i ich niezależność od partii politycznych. Monatte uważał, że syndykalizm,  w kontekście Francji, był rewolucyjny, stworzy warunki rewolucji społecznej. Z drugiej strony, Malatesta skrytykował Monatte, stwierdzając, że "syndykalizm nie jest konieczny do rewolucji społecznej", a jednocześnie popierał (jak Monatte) neutralność światopoglądową związków zawodowych, aby nie podzielić ruchu pracowniczego. Malatesta uważał, że związki zawodowe były dużą reformą, a z czasem mogą stać się nawet konserwatywne. Wraz z Cornelissen, podał jako przykład związki zawodowe USA, gdzie składały się one z wykwalifikowanych pracowników. Według Malatesta, anarchiści powinni również bronić lumpenproletariatu, a nie tylko pracy na rzecz poprawy warunków pracy. Malatesta podkreślił podziały interesów wewnątrz ruchu robotniczego, posuwając się do krytyki pojęcia klasy społecznej: "Nie ma klasy, w ścisłym tego słowa znaczeniu, ponieważ nie ma interesów klasowych." 
Wreszcie, Malatesta skrytykował zbytnią idealizację strajku generalnego, stwierdzając, że ten ostatni nie może sam w sobie wywołać rewolucję, która jest według niego bardzo potrzebna.

## Spuścizna
To przeciwstawienie dwóch wizje organizacji ruchu robotniczego i związków zawodowych doprowadziło do ich połączenia i powstania anarcho-syndykalizmu, czyli rewolucyjnej koncepcji ruchu związkowego z anarchistycznymi zasadami.